# August Weber

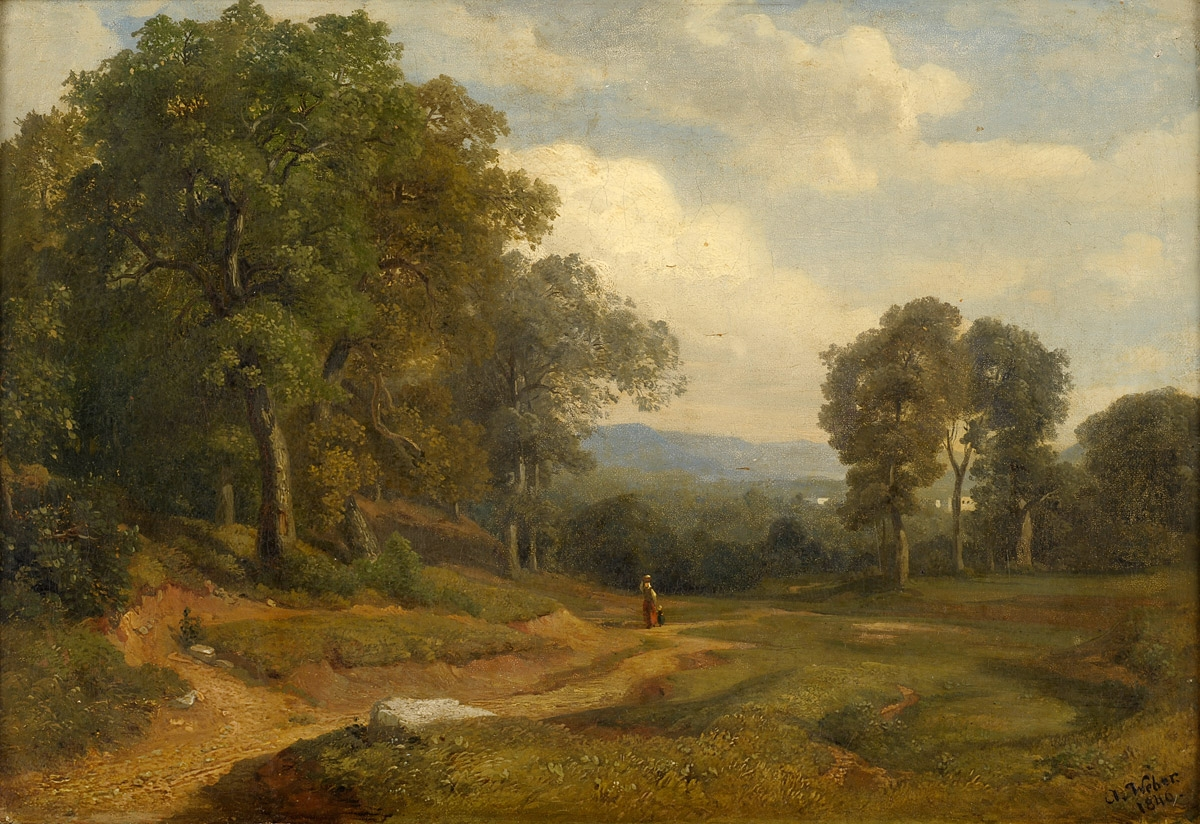
Målning av Weber från 1846

August Weber, född 10 januari 1817 i Frankfurt am Main, död 9 september 1873 i Düsseldorf, var en tysk målare.
Efter studier i Darmstadt och på Städelska institutet i Frankfurt am Main bosatte sig Weber i Düsseldorf, där han fortsatte sin utbildning på akademien och senare blev en eftersökt lärare.
Weber målade en mängd stiliserade linje- och formsköna landskap (ofta i månsken eller skymning). I Düsseldorfs museum finns "Afton" och till Berlins nationalgalleri kom "Westfaliskt landskap" (1868).